# As 20+ (álbum de Calcinha Preta)
As 20+ é a primeira coletânea oficial da banda brasileira de forró eletrônico Calcinha Preta, lançada em 2006 pela gravadora MD Music.
O álbum reúne os principais sucessos do grupo gravados entre 1999 e 2006, período em que a banda consolidou sua popularidade nacional. Entre as faixas de destaque estão "Cobertor", "Furunfa", "Sonho Lindo", "Hoje à Noite (Alone)", "Baby Doll" e "Manchete dos Jornais", que marcaram presença nos repertórios de shows e nas rádios da época.
A coletânea se tornou um dos registros mais representativos da trajetória inicial do Calcinha Preta, funcionando como síntese da fase de maior expansão do grupo.
O álbum conta com mais de 230 milhões de streams no Spotify, sendo este o mais executado da banda na plataforma de áudio.

## Lista de faixas
| N.º            | Título                                       | Compositor(es)                                         | Duração |  |
| 1.             | "Cobertor"                                   | Chrystian Lima                                         | 4:05    |  |
| 2.             | "Desilusão"                                  | Beto Ramos                                             | 3:51    |  |
| 3.             | "E o Vento Levou" (part. Marquinhos Maraial) | Chrystian Lima, Ivo Lima                               | 4:26    |  |
| 4.             | "Hoje à Noite (Alone)"                       | Billy Steinberg, Tom Kelly (versão: Nelson Nascimento) | 3:32    |  |
| 5.             | "Louca por Ti (Dust in the Wind)"            | Kerry Livgren (versão: Gilton Andrade)                 | 2:44    |  |
| 6.             | "Sonho Lindo"                                | Nelson Matos, Bispo Jr.                                | 3:48    |  |
| 7.             | "Tudo de Novo"                               | Beto Caju, Marquinhos Maraial                          | 4:45    |  |
| 8.             | "Adão e Eva"                                 | Chrystian Lima, Ivo Lima                               | 4:06    |  |
| 9.             | "Mágica"                                     | Chrystian Lima, Beto Caju                              | 4:17    |  |
| 10.            | "Segredo"                                    | Raied Neto                                             | 3:44    |  |
| 11.            | "Cada Paixão Uma Novela"                     | Chrystian Lima                                         | 3:57    |  |
| 12.            | "Manchete dos Jornais"                       | Chrystian Lima, Ivo Lima                               | 3:56    |  |
| 13.            | "Baby Doll"                                  | Louro Santos                                           | 2:54    |  |
| 14.            | "Por Amor"                                   | Chrystian Lima, Ivo Lima                               | 4:07    |  |
| 15.            | "Dois Amores, Duas Paixões"                  | Beto Caju, Marquinhos Maraial                          | 3:42    |  |
| 16.            | "Amor da Minha Vida"                         | Chrystian Lima, Ivo Lima                               | 3:27    |  |
| 17.            | "Renascerá"                                  | Chrystian Lima, Ivo Lima                               | 3:37    |  |
| 18.            | "Furunfa"                                    | Chrystian Lima                                         | 4:25    |  |
| 19.            | "Te Quero Namorar"                           | Gilton Andrade, Chrystian Lima                         | 4:25    |  |
| 20.            | "A Calcinha Preta é Nossa"                   | Gilton Andrade, Chrystian Lima                         | 3:18    |  |
| Duração total: | Duração total:                               | Duração total:                                         | 1:16:59 |  |